# The Blue Room
The Blue Room — другий міні-альбом англійської групи Coldplay, який був випущений 11 жовтня 1999 року.

## Композиції
1. Bigger Stronger – 4:49
2. Don't Panic – 2:38
3. See You Soon – 2:51
4. High Speed – 4:16
5. Such a Rush – 4:04

## Склад
- Кріс Мартін — вокал, гітара, клавішні
- Джонні Бакленд — гітара
- Гай Берімен — бас-гітара
- Вілл Чемпіон — ударні